# Вітебськ (Новосибірська область)
Вітебськ (рос. Витебск) — присілок у Болотнинському районі Новосибірської області Російської Федерації.
Входить до складу муніципального утворення Боровська сільрада. Населення становить 257 осіб (2010).

## Історія
Згідно із законом від 2 червня 2004 року органом місцевого самоврядування є Боровська сільрада.

## Населення
| 2002 | 2007 | 2010 |
| ---- | ---- | ---- |
| 265  | ↘263 | ↘257 |